# American Line
American Line или American Steamship Company — пароходная компания основанная в 1871 году и базировавшаяся в Филадельфии. Предприятие начиналось как часть компании Pennsylvania Railroad (Пенсильванская железная дорога), но вскоре после основания становится отдельным пароходным бизнесом.

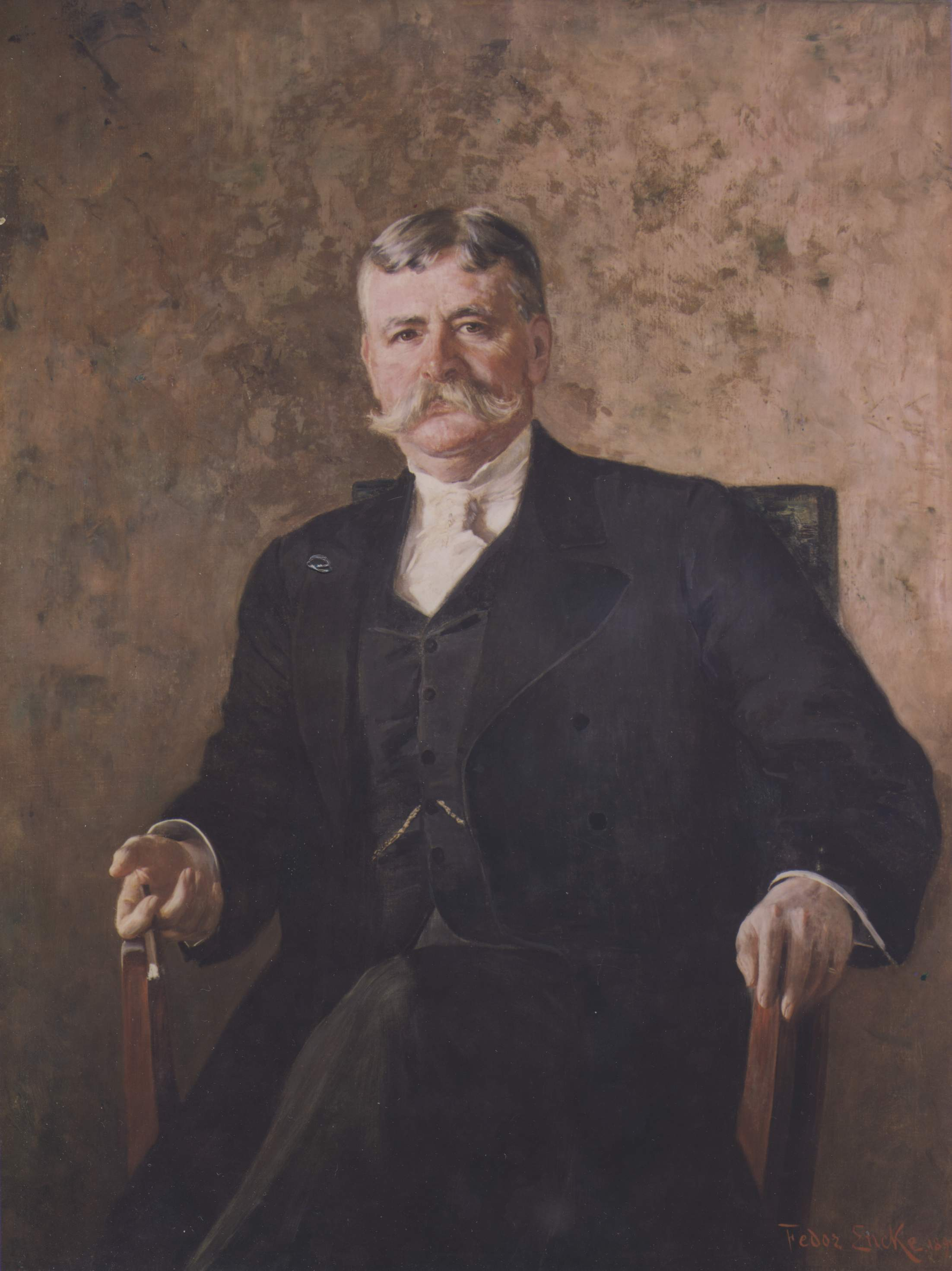
Портрет Клемента Эктона Грискома, (1899), Энке, Фёдор.

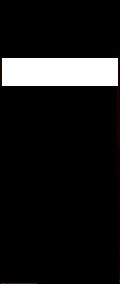
Окрас труб пароходов компании "American Line".

В 1886 году компания American Line становится значительно крупнее в результате приобретения компании Inman Line.
Наиболее видный президент компании Клемент Гриском возглавлял её с 1888 по 1902 год. 
В 1902 году это предприятие становится частью компании International Navigation Co., которая в этом же 1902 году была реорганизована в компанию International Mercantile Marine Company (IMM) и вместе с пароходной компанией American Line контролируют перевозки между портами США Филадельфия и Нью-Йорк и Британскими портами Ливерпуль и Саутгемптон.
Родственная компания (англ. sister company) Red Star Line занималась перевозками между Америкой и Европейским континентом, преимущественно через порт Антверпен (Бельгия).

## Пароходы компании
- City of Berlin, в 1895—1898 годах пароход был отдан под фрахт в компанию Red Star Line на 7 рейсов.
- City of New York
- City of Paris (1888 года)
- Haverford, в 1901—1902 годах пароход был отдан под фрахт в компанию Red Star Line на 4 рейса.
- Illinois, в 1886—1897 годах пароход был отдан под фрахт в компанию Red Star Line.
- Indiana (1873 года), пароход был отдан под фрахт в компанию Red Star Line в 1889 году.
- Kensington, в 1895—1903 годах пароход был отдан под фрахт в компанию Red Star Line.
- Kroonland, куплен у компании Red Star Line в 1923 году и затем продан компании Panama Pacific Line.
- Pennsylvania, в 1887—1897 годах пароход был взят под фрахт American Line.
- Pittsburgh, в 1925—1926 годах пароход был отдан под фрахт в компанию Red Star Line. В 1926 году пароход продан компании RSL и переименован в Pennland. В 1935 году пароход продан компании Bernstein Red Star Line (Гамбург).
- St. Louis (1894 года)
- St. Paul (1895 года)
- Southwark (1895 года), в 1895—1903 годах пароход был отдан под фрахт в компанию Red Star Line.

## Внешние ссылки
- Passenger Lists from the American Line
- American Line Passenger Lists, Brochures, Deck Plans, Menus and Historical Documents